# Ditrema viride
Ditrema viride är en fiskart som beskrevs av Oshima, 1940. Ditrema viride ingår i släktet Ditrema och familjen Embiotocidae. Inga underarter finns listade i Catalogue of Life.